# Heinrich Bednar
Heinrich Bednar (* 30. Juni 1922; † 17. Dezember 2000 in Sollenau) war ein österreichischer Tischtennisspieler. Er spielte nach dem Anschluss Österreichs an Deutschland zweimal erfolgreich bei deutschen Meisterschaften. Nach 1945 wurde er mehrfach österreichischer Meister.

## Werdegang
Ähnlich wie Trude Pritzi nahm Heinrich Bednar nach dem Anschluss Österreichs an Deutschland erfolgreich an den deutschen Meisterschaften teil. Dabei wurde er zweimal deutscher Meister im Doppel und einmal im Mixed. Nach dem Krieg spielte er wieder für Österreich. 1947 und 1948 belegte er bei den Weltmeisterschaften jeweils den dritten Platz mit der österreichischen Mannschaft. Ferner wurde er 1949 österreichischer Meister im Einzel. Daneben gewann er noch dreimal die österreichische Meisterschaft im Doppel und einmal im Mixed.
1957 beendete Bednar seine aktive Laufbahn.

## Privates
Seinen Lebensunterhalt verdiente Heinrich Bednar als Postbediensteter. Mit seiner Frau Edith hatte er einen Sohn (Karl, * 28. März 1953).

## Sportliche Erfolge
- Teilnahme an Weltmeisterschaften
  - 1947 in Paris:  3. Platz mit Team Österreich
  - 1948 in London: 3. Platz Doppel (mit Herbert Wunsch), 3. Platz mit Team Österreich

- Nationale deutsche Meisterschaften
  - 1942 in Dresden:      2. Platz Einzel, 1. Platz Doppel (mit Herbert Wunsch), 1. Platz Mixed (mit Otti Graszl)
  - 1943 in Breslau:      4. Platz Einzel, 1. Platz Doppel (mit Herbert Wunsch)

- Österreichische Meisterschaften
  - 1946 in Wien:         2. Platz Einzel, 2. Platz Doppel (mit Heribert Just)
  - 1947 in Wien:         2. Platz Einzel, 1. Platz Doppel (mit Johann Hartwich), 2. Platz Mixed (mit Otti Graszl)
  - 1948 in Innsbruck:    1. Platz Doppel (mit Otto Eckl), 3. Platz Mixed (mit Otti Graszl)
  - 1949 in Graz:         1. Platz Einzel, 1. Platz Doppel (mit Heribert Just), 1. Platz Mixed (mit Trude Pritzi)
  - 1950 in Linz:         2. Platz Doppel (mit Herbert Wunsch)
  - 1951 in Salzburg:     3. Platz Einzel, 2. Platz Doppel (mit Ferdinand Schuech), 2. Platz Mixed (mit Gertrude Wutzl)
  - 1952 in Wien:         3. Platz Einzel, 2. Platz Doppel (mit Herbert Wunsch), 2. Platz Mixed (mit Ermelinde Wertl)
  - 1954 in Klagenfurt:   3. Platz Einzel, 3. Platz Doppel (mit Heribert Just), 2. Platz Mixed (mit Ermelinde Wertl)
  - 1955 in Wien:         2. Platz Einzel, 3. Platz Doppel (mit Wagner), 2. Platz Mixed (mit Ermelinde Wertl)

- Vereine
  - 1. Wiener TTC
  - Post SV Wien (ab 1940)
  - Austria Wien
  - Union Finanz
  - Mobil Oil

## Turnierergebnisse
| Verband | Turnier           | Jahr | Ort       | Land | Einzel     | Doppel     | Mixed        | Team |
| ------- | ----------------- | ---- | --------- | ---- | ---------- | ---------- | ------------ | ---- |
| AUT     | Weltmeisterschaft | 1955 | Utrecht   | NED  | letzte 64  | letzte 128 | keine Teiln. | 14   |
| AUT     | Weltmeisterschaft | 1954 | Wembley   | ENG  | letzte 128 | letzte 32  | keine Teiln. | 13   |
| AUT     | Weltmeisterschaft | 1953 | Bukarest  | ROU  | letzte 64  | letzte 16  | keine Teiln. | 11   |
| AUT     | Weltmeisterschaft | 1951 | Wien      | AUT  | letzte 32  | letzte 32  | letzte 64    |      |
| AUT     | Weltmeisterschaft | 1950 | Budapest  | HUN  | letzte 128 | letzte 32  | letzte 16    | 7    |
| AUT     | Weltmeisterschaft | 1949 | Stockholm | SWE  | letzte 32  | letzte 32  | keine Teiln. | 7    |
| AUT     | Weltmeisterschaft | 1948 | Wembley   | ENG  | letzte 32  | Halbfinale | keine Teiln. | 3    |
| AUT     | Weltmeisterschaft | 1947 | Paris     | FRA  | letzte 128 | letzte 32  | letzte 64    | 3    |
| AUT     | Weltmeisterschaft | 1932 | Prag      | TCH  | letzte 64  | Scratched  | keine Teiln. |      |